# Wallace Smart
Wallace Alexander Smart (Cardiff, 1898. január 17. - ?) walesi származású brit katona, a légierő pilótája, első világháborús ászpilóta.

## Élete

### Katonai szolgálata
Smart 1898. január 17-én született Wales történelmi fővárosában, Cardiffban.
Fiatal kora miatt csak 1918 elején jelentkezhetett a Brit Királyi Légierő(Eredetileg: Royal Air Force, RAF)  kötelékéhez. 1918. április 10-én csatlakozott a Franciaországban állomásozó 1. brit repülőszázadhoz, amely a brit légierő egyik eredményes repülőosztaga volt. Első légi győzelmét 1918 májusának utolsó napján aratta egy német Albatros D.V típusú gép ellen. Második győzelmét egy napra rá este, Armentières mellett szerezte egy megosztva más repülősökkel. Következő sikerét egy hónappal később, július 1-jén aratta egy Halberstadt C típusú repülőgéppel szemben Harold Kullberggel és John Batemannal közösen. A két további győzelmét október elején és végén szerezte meg (1-jén illetve 29-én). Mindkettő alkalmával Fokker D.VII típusú repülőgépekkel szemben, s az 1-jén szerzett (4.) légi győzelmét 7 pilótatársával megosztva szerezte. Szolgálata alatt mindvégig S.E.5a típusú brit vadászgéppel repült, s ezen repülőgéppel is szerezte légi győzelmeit is.
A további életéről nincs forrásunk.

### Légi győzelmei
| Sorszám | Dátum             | Egység               | Repülőgép | Ellenfél      |
| ------- | ----------------- | -------------------- | --------- | ------------- |
| 1       | 1918. május 31.   | 1. brit repülőszázad | S.E.5a    | Albatros D.V  |
| 2       | 1918. június 1.   | 1. brit repülőszázad | S.E.5a    | Pfalz D.III   |
| 3       | 1918. július 1.   | 1. brit repülőszázad | S.E.5a    | Halberstadt C |
| 4       | 1918. október 1.  | 1. brit repülőszázad | S.E.5a    | Fokker D.VII  |
| 5       | 1918. október 29. | 1. brit repülőszázad | S.E.5a    | Fokker D.VII  |